# 須賀神社 (柏市)
須賀神社（すがじんじゃ）は千葉県柏市の神社。

## 概略と沿革
天正年間（1573年-1592年）に創建された。
境内には、庚申塔や月待塔などがあり、様々な民間信仰の名残を見ることができる。

## 交通アクセス
- JR東日本常磐線北柏駅より徒歩20分。